# أكاديمية أوكالت
أكاديمية أوكالت (باليابانية: 世紀末オカルト学院، بالروماجي: Seikimatsu Okaruto Gakuin) هو مسلسل أنمي تلفزيوني من إنتاج استوديو أيه-1 بكتشرز وآنبليكس من إخراج توموهيكو إيتو، عرض الأنمي في 6 يوليو عام 2010 واستمر عرضه حتى 27 سبتمبر عام 2010، على تلفزيون طوكيو، وتكون من 13 حلقة.

## القصة
تدور أحداث القصة عن مايا هي ابنة المدير السابق لأكاديمية والدشتاين. في عام 2012 تم غزو العالم من قبل الأجانب، وتم إرسال المسافرين عبر الزمن مثل فومياكي إلى عام 1999 لمنع نهاية العالم من خلال تدمير مفتاح نوستراداموس. في عام 1999 عادت مايا إلى الأكاديمية كمديرة بقصد تدميرها. توقفت خطتها عندما تلتقي بفومياكي وتعلم من الدمار القادم. إنهم يشكلون ميثاقًا للبحث عن المفتاح. من أجل العثور على المفتاح، تم تزويد وكلاء الوقت بهواتف خلوية تم إنشاؤها خصيصًا. باستخدام الهاتف تحقق مايا وفومياكي في حوادث السحر.

## الشخصيات
مايا كوماشيرو (باليابانية: 神代 マヤ، بالروماجي: Kumashiro Maya)
مؤدية الصوت: يوكو هيكاسا
فومياكي اوتشيدا (باليابانية: 内田 文明، بالروماجي: Uchida Fumiaki)
مؤدي الصوت: تاكاهيرو ميزوشيما، سايوري ياهاغي (أيام الشباب)
ميكازي ناكاغاوا (باليابانية: 中川 美風، بالروماجي: Nakagawa Mikaze)
مؤدية الصوت: مينوري تشيهارا
تشيهيرو كاواشيما (باليابانية: 川島 千尋، بالروماجي: Kawashima Chihiro)
مؤدية الصوت: يو كوباياشي
آمي كوروكي (باليابانية: 黒木 亜美، بالروماجي: Kuroki Ami)
مؤدية الصوت: أياهي تاكاغاكي
كوزوي ناروسي (باليابانية: 成瀬 こずえ، بالروماجي: Naruse Kozue)
مؤدية الصوت: كانا هانازاوا
سمايل (باليابانية: スマイル، بالروماجي: Sumairu)
مؤدي الصوت: هيروكي تاكاهاشي
JK
مؤدي الصوت: تاكيهيتو كوياسو

## وصلات خارجية
- الموقع الرسمي باللغة اليابانية
- أكاديمية أوكالت على موقع IMDb (الإنجليزية)
- أكاديمية أوكالت على موقع فيلمافينيتي (الإسبانية)
- أكاديمية أوكالت على موقع قاعدة بيانات الفيلم (الإنجليزية)
- أكاديمية أوكالت على موقع ANN anime (الإنجليزية)